# Канаш (газета, Ульяновская область)
«Канаш» (с чуваш. — «Совет») — еженедельная ульяновская областная газета, издающаяся на чувашском языке.
Первый номер вышел 30 декабря 1989. Учредителями стали Ульяновский обком КПСС, Совет народных депутатов области и чувашское просветительское общество имени И. Я. Яковлева. Первым главным редактором был назначен В. Ф. Ромашкин. С 2002 года главный редактор — Ларионов Н. Н. С 2018 года - главный редактор Елена Николаевна Мустаева. Тираж газеты колеблется от 2 до 4 тысяч экземпляров. С 1994 года учредитель — администрация Ульяновской области.
Газета ориентирована на чувашей Ульяновской области. Девяносто процентов материалов выпуска печатается на чувашском языке, на русском размещаются особо важные материалы или проблемные репортажи, а также официальные сообщения.